# Inwido
Inwido er et svensk aktieselskab indenfor produktion og salg af vinduer og døre, der hovedsagligt er opbygget igennem opkøb og fusioner af vindues- og dørvirksomheder.

## Historie
Under en konstruktionskrise i 1990'erne slog Myresjöfönster sig sammen med Elitfönster, som var en anden trævinduesspecialist. Den nye virksomhed hed Elitfönstergruppen og dannede grundlaget for det fremtidige Inwido.
I december 2004 erhvervede Ratos sig Elitfönstergruppen, som dengang var en stor vinduesproducent i Sverige, og skabte Inwido-koncernen. Inwido indledte en vækstperiode baseret hovedsagelig på opkøb.
Fra 2005 til 2009 købte Inwido cirka 30 virksomheder, primært i Norden. Koncernen udviklede sig hurtigt fra at være den førende producent af vinduer i Sverige til også at blive etableret i Finland, Danmark og Norge.

## Mærker
- Elitfönster (Sverige)
- Hajom (Sverige)
- SnickarPer ( Sverige, Norge og Polen)
- SparVinduer (Danmark, Sverige, England og Norge)
- Sokolka (Polen og UK)
- Pihla (Finland)
- Tiivi (Finland)
- Hajom (Sverige og Norge)
- Hemmafonster (Sverige)
- Ero Fonster (Sverige)
- KLAS1 (Finland))
- Lampolux (Finland))
- Carlson (Irland)

### Norge som hovedmarked
- Diplomat (Norge og Sverige)
- Frekhaug vinduet (Norge)
- Lyssand (Norge)

### Danmark som hovedmarked
- KPK Døre og Vinduer (Danmark)
- Outline Vinduer (Danmark)
- Outrup Vinduer & døre (Danmark)
- Bøjsø døre og vinduer (Danmark)
- Frovin (Danmark)
- JNA (Danmark)

### England som hovedmarked
- Allan Bros. (England)
- CWG (England)
- Jack Brunsdon & son (England)[2]

### Inaktive mærker
- PRO Tec vinduer (2012-2016)